# Marcos Neves
Marcos Neves de Souza (* 22. Mai 1988 in Paraíso do Tocantins) ist ein ehemaliger brasilianischer Fußballspieler.

## Karriere
Der Offensivakteur Marcos Neves wird 2011 als Spieler des brasilianischen Klubs Guarani V. Aires geführt. Er spielte mindestens seit der Spielzeit 2011/12 für den ost-uruguayischen Klub Cerro Largo FC. In jener Saison kam er dort 15-mal in der Primera División zum Einsatz und erzielte vier Treffer. In der nachfolgenden Spielzeit lief er 26-mal in der Liga auf, traf viermal und wurde auch in zwei Partien der Copa Sudamericana aufgestellt. Zur Apertura 2013 verließ er den Klub mit unbekanntem Ziel. 2014 war er für den chinesischen Verein Beijing Institute of Technology FC aktiv. Anschließend ist im selben Jahr zunächst eine Station bei Paraíso EC und 2015 bei CE Naviraiense jeweils in Brasilien verzeichnet. In der Zweitligaspielzeit 2015/16 stand er wieder in Reihen des Cerro Largo FC und kam dort in 21 Ligaspielen (zwei Tore) zum Einsatz. Danach beendete er seine aktive Laufbahn.